# Odontobutis sinensis
Odontobutis sinensis är en fiskart som beskrevs av Wu, Chen och Chong 2002. Odontobutis sinensis ingår i släktet Odontobutis och familjen Odontobutidae. Inga underarter finns listade i Catalogue of Life.